# Перевесье (Волынская область)
Перевесье (укр. Перевісся) — село в Луковской поселковой общине Ковельского района Волынской области Украины.
До 2020 года входило в Турийский район.
Код КОАТУУ — 0725582906. Население по переписи 2001 года составляет 136 человек. Почтовый индекс — 44821. Телефонный код — 3363. Занимает площадь 0,851 км².